# Dereck Chisora
Dereck Chisora est un boxeur britannique né le 29 décembre 1983 au Zimbabwe.

## Carrière

### Débuts professionnels
Passé professionnel en février 2007, il devient champion d'Angleterre dans la catégorie poids lourds pour son 13e combat le 13 février 2010 en battant le vétéran Danny Williams par KO technique en 2 reprises. La même année il défend cette ceinture avec succès, mais le 23 juillet 2011 perd par décision unanime par un autre espoir britannique, Tyson Fury. Après une victoire contre un faire-valoir, il connaît une autre défaite en décembre 2011 contre le finlandais Robert Helenius.

### Championnat du monde
Il est opposé au champion du monde Ukrainien Vitali Klitschko en février 2012 pour le titre WBC et se fait remarquer à cette occasion par son manque de respect et de sportivité en giflant son adversaire lors de la pesée et en crachant à la figure de son frère Wladimir juste avant le début du combat. Il est largement battu aux points par le champion du monde. Lors de la conférence de presse qui suit sa défaite, il se bat avec son compatriote ancien champion du monde David Haye. Pour ces écarts répétés, il est banni à vie par le World Boxing Council et ne peut donc plus combattre pour le titre WBC.

### Chisora vs. David Haye
Le 14 juillet 2012, il affronte David Haye à West Ham. Au 5e round, Haye l'envoie au tapis. Il se relève, retourne au sol et repart au combat, mais l'arbitre l'arrête finalement à quelques secondes de la fin de la 5e reprise,.

### Des hauts et des bas
Après 4 défaites en 5 combats, Chisora doit relancer sa carrière, et il va remporter 4 victoires de suite en 2013. Il bat Hector Alfredo Avila puis Malik Scott, et il s'empare du titre européen EBU après sa victoire au 5e round contre l’allemand Edmund Gerber. Titre qu'il défend victorieusement contre Ondrej Pala le 30 novembre 2013, puis Kevin Johnson le 15 février 2014. Il est en revanche une 2e fois battu par Tyson Fury 3 ans après leur premier affrontement, le 29 novembre 2014, par abandon à l'issue de la 10e reprise.
Pour son premier combat de 2015, le 25 juillet, il remporte une victoire expéditive en mettant KO le géorgien Beqa Lobjanidze en 29 secondes puis enchaine avec quatre victoires contre des faire-valoirs avant de s'incliner aux points lors d'un nouveau championnat d'Europe contre le bulgare Kubrat Pulev le 7 mai 2016, par décision partagée.
Après une victoire rapide par KO, le 10 décembre 2016, il combat Dillian Whyte. Ancien champion britannique des lourds, ce dernier compte 19 victoires pour 1 défaite. Les deux hommes font un combat serré, très actif et offensif sous les encouragements du public. Les coups sont fréquents et lourds, chacun des deux hommes semble atteindre plusieurs fois le point de rupture pour reprendre la main peu après. Les rounds défilent et ils restent debout malgré un épuisement visible. Le combat va au bout, la décision est partagée : deux juges donnent Whyte vainqueur, le public hue la décision. Le 19 juillet 2017, il ose frapper le boxeur Klitschko au visage avant un combat. Combat qu'il perdra ensuite contre un Klitschko pourtant blessé à l'épaule dès la troisième reprise.
Lors du combat suivant disputé à Londres le samedi 24 mars 2018, il bat le français Zakaria Azzouzi par arrêt du juge au deuxième round.
Le 28 juillet 2018, alors qu'il était mené aux points par le français Carlos Takam, Dereck Chisora met KO technique son adversaire au huitième round d'un combat pour le titre international vacant des poids lourds devant plus de vingt mille spectateurs à l'O2 Arena de Londres. Il est en revanche mis KO par Dillian Whyte lors de leur combat revanche le 22 décembre 2018 puis perd aux points contre Joseph Parker le 1er mai 2021.